# 레벨 (비디오 게임 용어)

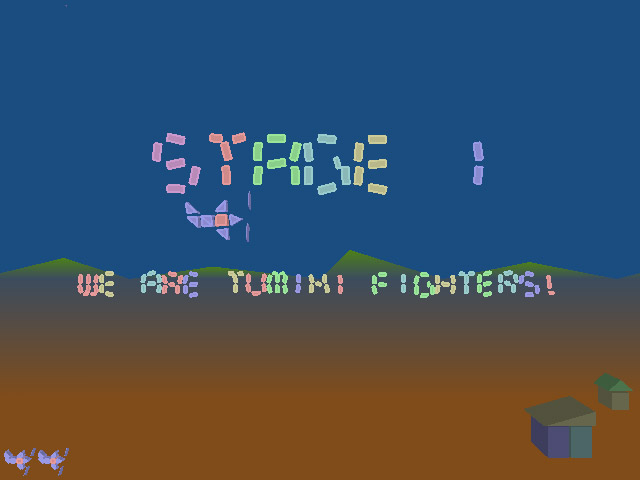
슈팅게임에서 첫째판이 시작됨을 알리는 메시지

비디오 게임에서 레벨(영어: level) 또는 스테이지(stage)는 구성 단위이다. 주로 액션 게임이나 슈팅 게임처럼 진행절차의 구분이 비교적 명확한 게임에서 사용되는 용어이다. 일반적으로 하나의 레벨에서는 한 개 이상의 목표가 있고 이 목표를 달성하면 다음 스테이지로 이동할 수 있다. 레벨을 완수했을 때 흔히 '클리어(clear)했다.' 또는 '공략했다'라고 표현한다. 게임에서 일련의 스테이지들을 모두 공략하면 곧 게임 전체를 공략한 것이 된다.

## 용어
비슷한 의미로 사용되는 용어로, 라운드(round), 구역(area), 챕터(chapter→장), 지도(map), 액트(act→장), 월드(world), 블록(block), 시나리오(scenario), 에피소드(episode), 피리어드(period→기간), 페이즈(phase→단계) 등이 사용되는 경우도 있다. 이것들은 시대, 장르, 제작자에 따라 관습적으로 이름 붙여지는 것이 보통이며, 게임의 세계관을 드러내기 위한 수단이 되기도 한다. 또한 이를 조합해 사용하는 경우도 있다. 예를 들면 메가 드라이브판의 소닉 더 헤지호그 시리즈에서는, 하나의 스테이지가 여러 개의 액트로 구성되어, '스테이지 1 액트 1, 액트 2, …'와 같이 진행되며, 최종 액트를 완수하는 것이 곧 그 스테이지를 완수하는 것이 된다. 초기 슈퍼 마리오브라더스에서는 '월드 1-1, 월드 1-2, …'로 스테이지를 표현하였다.

## 레벨 디자인
레벨 디자인 또는 환경 디자인은 비디오 게임 레벨(로케일, 스테이지 또는 미션) 제작과 관련된 게임 개발 분야이다. 이는 일반적으로 레벨 구축용으로 설계된 게임 개발 소프트웨어인 레벨 편집기를 사용하여 수행된다. 그러나 일부 게임에는 레벨 편집 도구가 내장되어 있다.

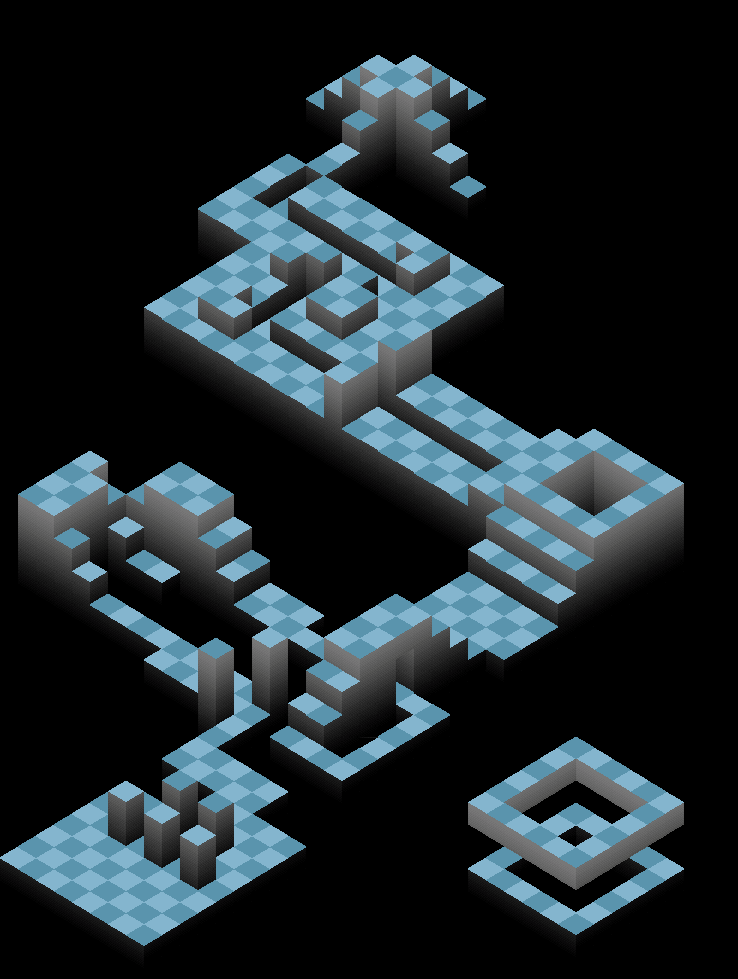
퍼즐 게임 엣지(Edge)의 레벨 디자인
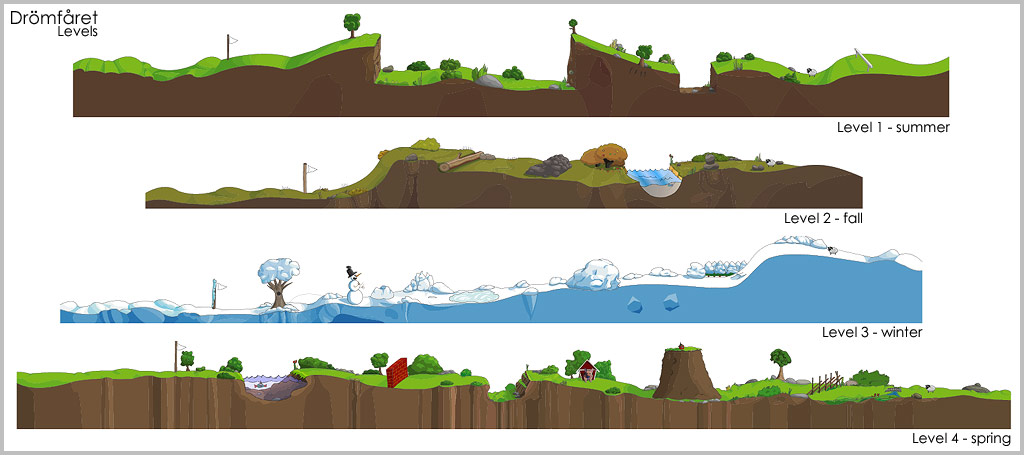
2차원 컴퓨터 그래픽스 비디오 게임 레벨
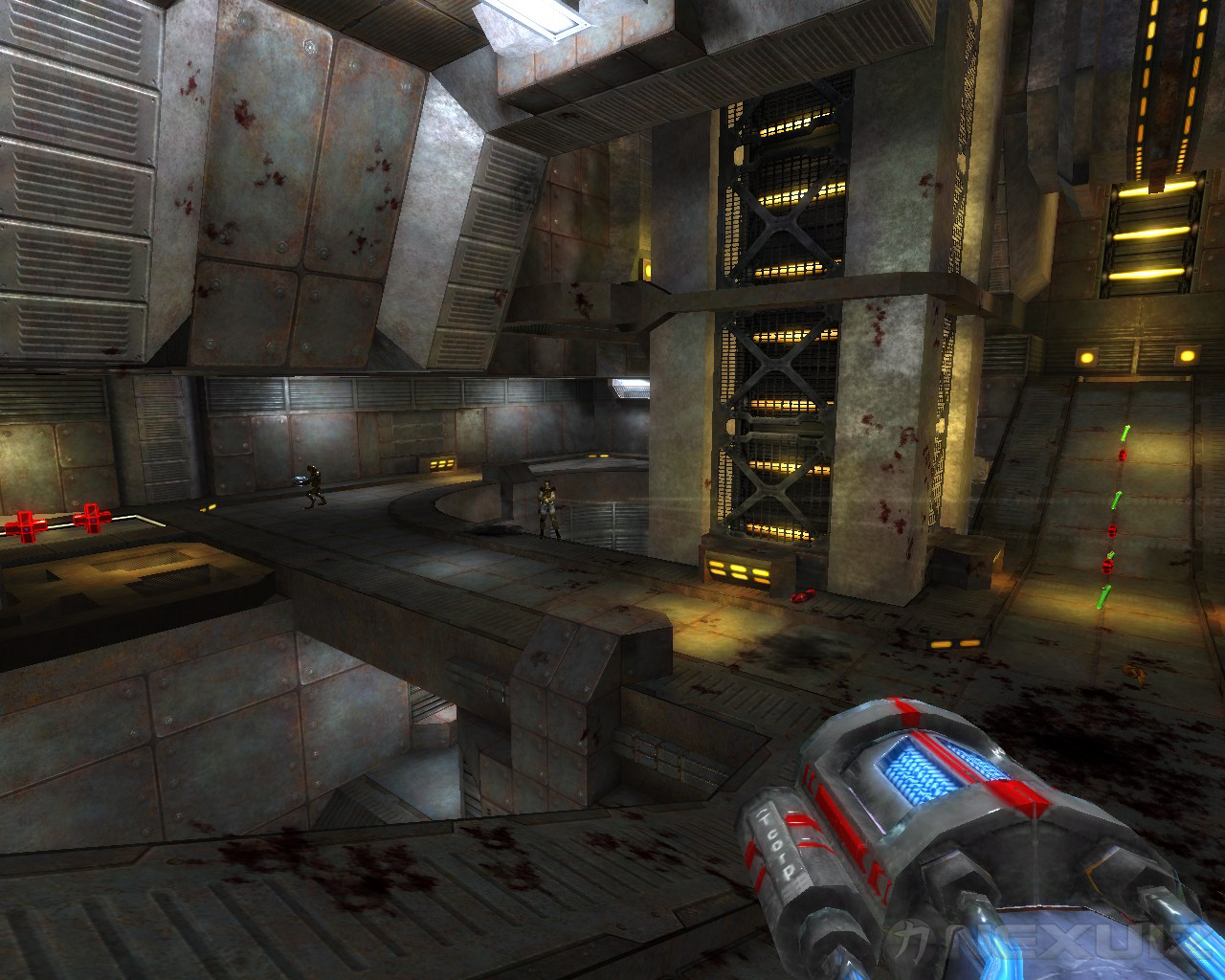

## 레벨 생성 도구
레벨을 디자인하고 만드는 사람은 다양한 도구를 사용할 수 있다. 범용 멀티미디어 개발 도구를 사용하여 모델과 텍스처를 디자인하는 것이 더 빠르지만, 게임에서는 일반적으로 해당 게임 엔진에 적합한 고유한 형식의 데이터가 필요하다. 이를 위해 레벨을 배치하려면 모델, 텍스처 및 오디오 데이터의 특정 컴파일러와 변환기가 필요할 수 있다.
때로는 3D 스튜디오 맥스, 블렌더, 오토캐드, 라이트웨이브, 마야, 소프트이미지 XSI 또는 그롬(Grome)과 같은 전문 3D 편집 소프트웨어가 사용되며 일반적으로 특정 게임용으로 개발된 특수 플러그인으로 사용자 정의된다.

### 레벨 편집기
레벨 편집기(맵, 캠페인 또는 시나리오 편집기)는 비디오 게임의 레벨, 맵, 캠페인 및 가상 세계를 디자인하는 데 사용되는 게임 개발 도구이다. 게임 레벨 개발에 참여하는 개인은 레벨 디자이너 또는 매퍼이다.
어떤 경우에는 비디오 게임 개발자가 내장된 레벨 편집 도구를 포함한다. 예를 들어 레이싱 게임의 트랙 편집기이다. 다른 경우에는 게임의 공식 레벨 편집기를 별도의 애플리케이션으로 출시할 수도 있다. 때때로 게임 플레이어는 팬이 만든 레벨 편집기를 개발한다.
레벨 편집기를 개발하면 게임 제작자가 게임 자체와 동일한 로드 및 렌더링 루틴을 사용할 수 있으며 레벨을 더 쉽고 즐겁게 만들 수 있다. FOSS 게임 개발자는 다른 사용자가 쉽게 새 레벨을 추가할 수 있을 때까지는 게임이 완성되지 않는다고 주장할 수 있다.
레벨 편집기와 팬이 만든 지도, 기타 게임 애드온 및 게임과 관련된 기타 작업으로 인해 부분적으로 인기를 얻은 최초의 3D 게임 중 하나는 Doom이었다. 다양한 제3자 편집기의 개발로 인해 팬이 만든 지도를 거래하는 온라인 커뮤니티가 형성되었다.
레벨 편집기는 종종 특정 게임 엔진에 대한 레벨 디자인으로 제한된다. 레벨 편집기를 개발하는 데는 많은 시간이 걸린다. 각 게임마다 새로운 엔진과 레벨 편집기를 개발하는 대신 동일한 엔진을 사용하여 여러 게임을 출시하는 것이 시간과 비용 효율적이다. 레벨 편집기는 일반적으로 제한된 게임 개발 작업을 허용하므로 단순히 새 레벨을 추가하는 것보다 게임에 더 많은 변경을 가하려면 SDK(소프트웨어 개발 키트)가 필요한 경우가 있다.

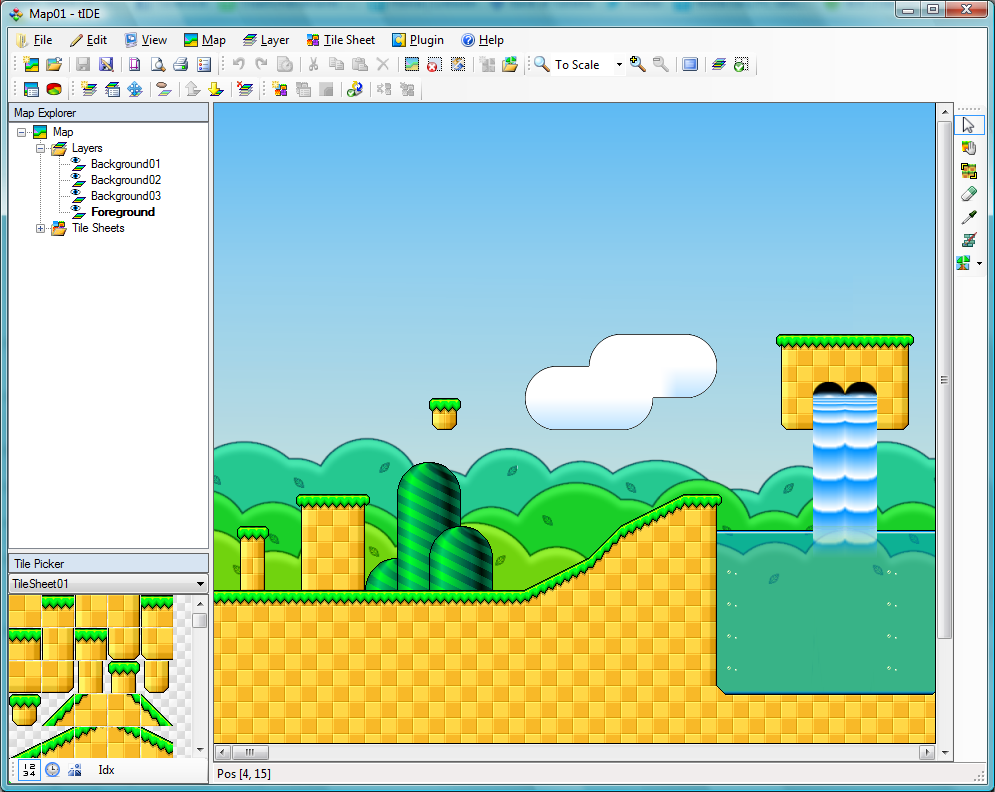
사이드 스크롤러를 위한 타이틀을 표시하는 TIDE 레벨 편집기
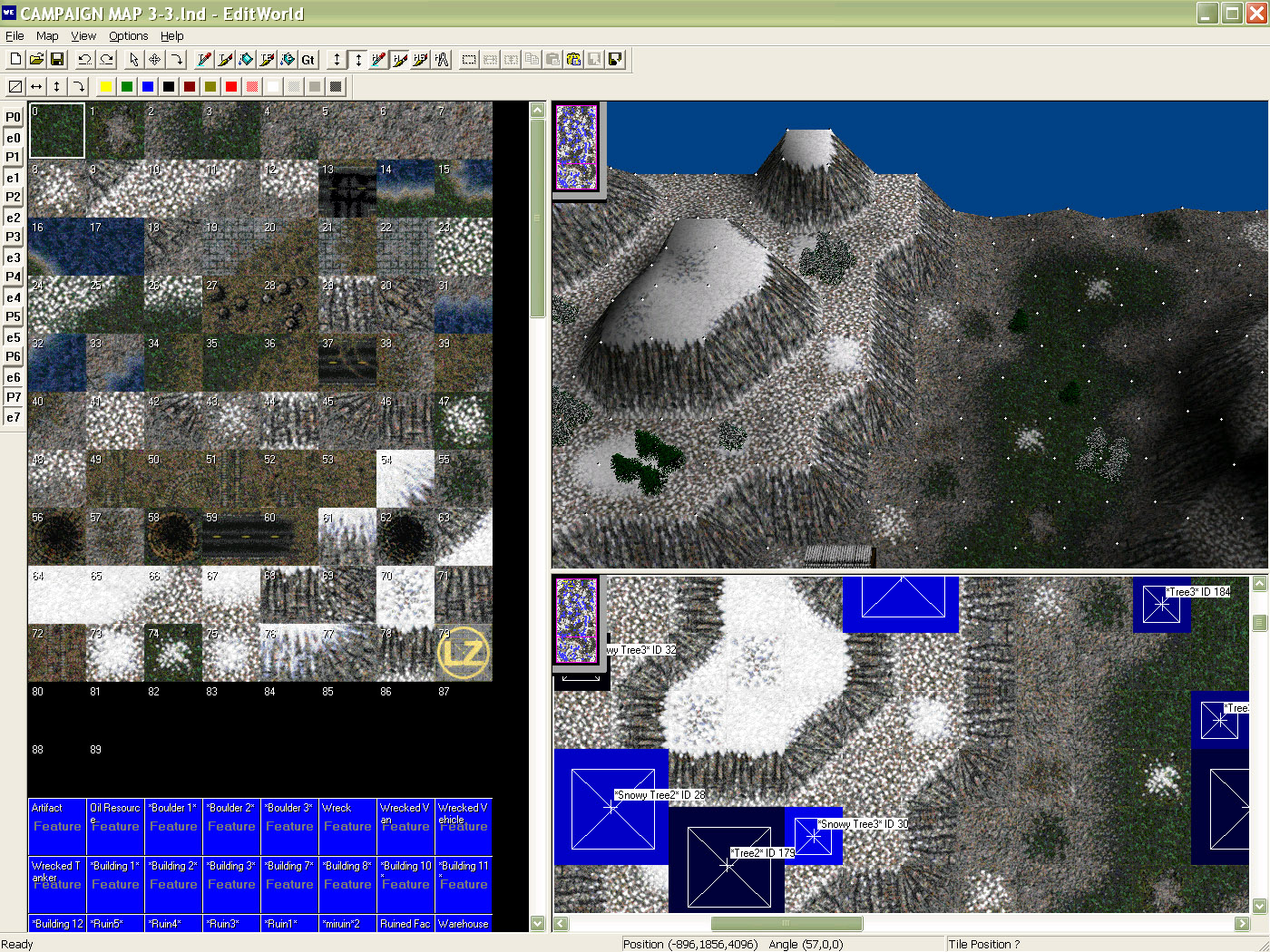
전략 게임 워존 2100을 위한 레벨 편집기
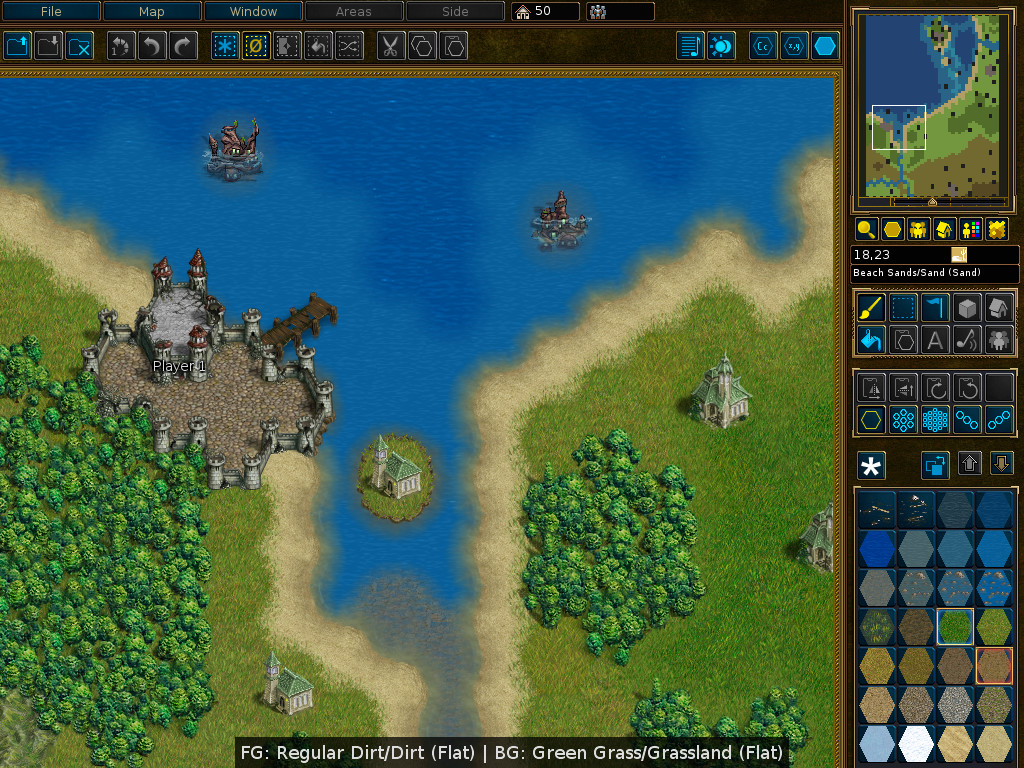
웨스노스 전쟁을 위한 예시 맵 편집기

## 게임플레이 변경
지도의 디자인은 게임플레이에 큰 영향을 미칠 수 있다. 예를 들어 게임플레이는 플랫폼을 신중하게 배치하는 플랫폼 게임이나 버튼, 키, 문을 광범위하게 사용하는 퍼즐 게임으로 전환될 수 있다. 일부 FPS 맵은 긴 복도를 포함하지 않음으로써 저격을 방지하도록 설계되었을 수 있지만, 다른 맵은 저격과 근접 전투를 혼합하여 허용할 수 있다.
기믹 맵은 저격이나 주먹싸움과 같은 게임플레이의 선택된 기능을 탐색하기 위해 개발되기도 한다. 레벨 디자이너에게는 잠시 유용하고 숙련된 플레이어에게는 흥미로울 수 있지만 일반적으로 제한된 재생 가치로 인해 게임의 최종 레벨 목록에는 포함되지 않는다.

### 미니게임
미니게임('마이크로게임'이라고도 함)은 종종 다른 비디오 게임 내에 포함되거나 때로는 응용 소프트웨어 또는 모든 형태의 하드웨어 디스플레이에 포함되는 짧은 비디오 게임이다. 미니게임에는 메인 게임과 다른 게임플레이 요소가 포함되어 있고, 선택 사항일 수 있으며, 게임이 포함된 게임보다 작거나 단순한 경우가 많다. 메인 게임을 홍보하기 위해 미니게임을 별도로 무료로 제공하는 경우도 있다. 일부 미니게임은 보너스 스테이지나 비밀 레벨이 될 수도 있다. 레벨은 게임의 다른 모든 일반 레벨을 정의하는 일련의 역학 및 규칙에 묶인 환경인 반면, 미니게임은 다른 규칙과 플레이 스타일을 사용할 수 있지만 반드시 다른 환경에 설정될 필요는 없다는 점에서 레벨과 구별된다.

### 숨겨진 기능
레벨 디자이너는 때때로 플레이어가 접근하거나 알아채는 데 더 많은 노력이 필요한 숨겨진 방과 영역을 만든다. 이는 일반적으로 탄약이나 파워업과 같은 추가 보상을 제공한다. 플레이어가 탐색하도록 유도하는 역할을 한다. 때로는 레벨 디자이너의 이름이나 사진, 정치적이거나 유머러스한 메시지 등의 메시지가 담긴 부활절 달걀 역할을 하기도 한다. 숨겨진 기능을 갖춘 3D 엔진을 사용한 최초의 게임 중 하나는 울펜슈타인 3D로, 특정 벽을 밀어서 숨겨진 통로를 드러낼 수 있었다.
때로는 전체 레벨이 비밀 레벨로 설계될 수도 있다.

### 보너스 스테이지
보너스 단계(보너스 레벨 또는 보너스 라운드라고도 함)는 플레이어에게 보상을 제공하도록 설계된 비디오 게임 내 특수 레벨이며 일반적으로 플레이어가 추가 포인트나 파워업을 수집할 수 있도록 한다. 보너스 스테이지에는 적이나 위험 요소가 없거나 적이나 위험 요소에 맞았을 때 발생하는 일반적인 페널티를 단순히 보너스 스테이지에서 쫓겨나는 것으로 대체한다. 많은 보너스 스테이지는 어떤 방식으로든 활성화되거나 발견되어야 하며, 특정 조건을 충족해야 액세스할 수 있다. 그렇지 않으면 플레이어가 특정 수의 정규 단계를 완료한 후에 나타난다.

## 같이 보기
- UCC
- 모드 (비디오 게임)
- 롬 해킹